# Porte Maillot (métro de Paris)
Porte Maillot est une station de la ligne 1 du métro de Paris ; elle est située à la limite des 16e et 17e arrondissements de Paris, à proximité de la porte Maillot. Les issues ouest de la station de métro desservent également Neuilly-sur-Seine.

## Situation
La station se trouve entre l'avenue Charles-de-Gaulle à Neuilly-sur-Seine et l'avenue de la Grande-Armée à Paris, sous la place de la Porte-Maillot.
La station était initialement le terminus de la ligne 1 ; c'est la station la plus occidentale de la ligne 1 à l'intérieur de Paris. La station comporte quatre quais répartis en deux demi-stations parallèles. Les deux voies centrales servent de garage. Au-delà vers l'ouest, un tunnel à quatre voies s'étend jusqu'à la station Les Sablons ; les deux voies centrales y servent également de garage.

## Histoire

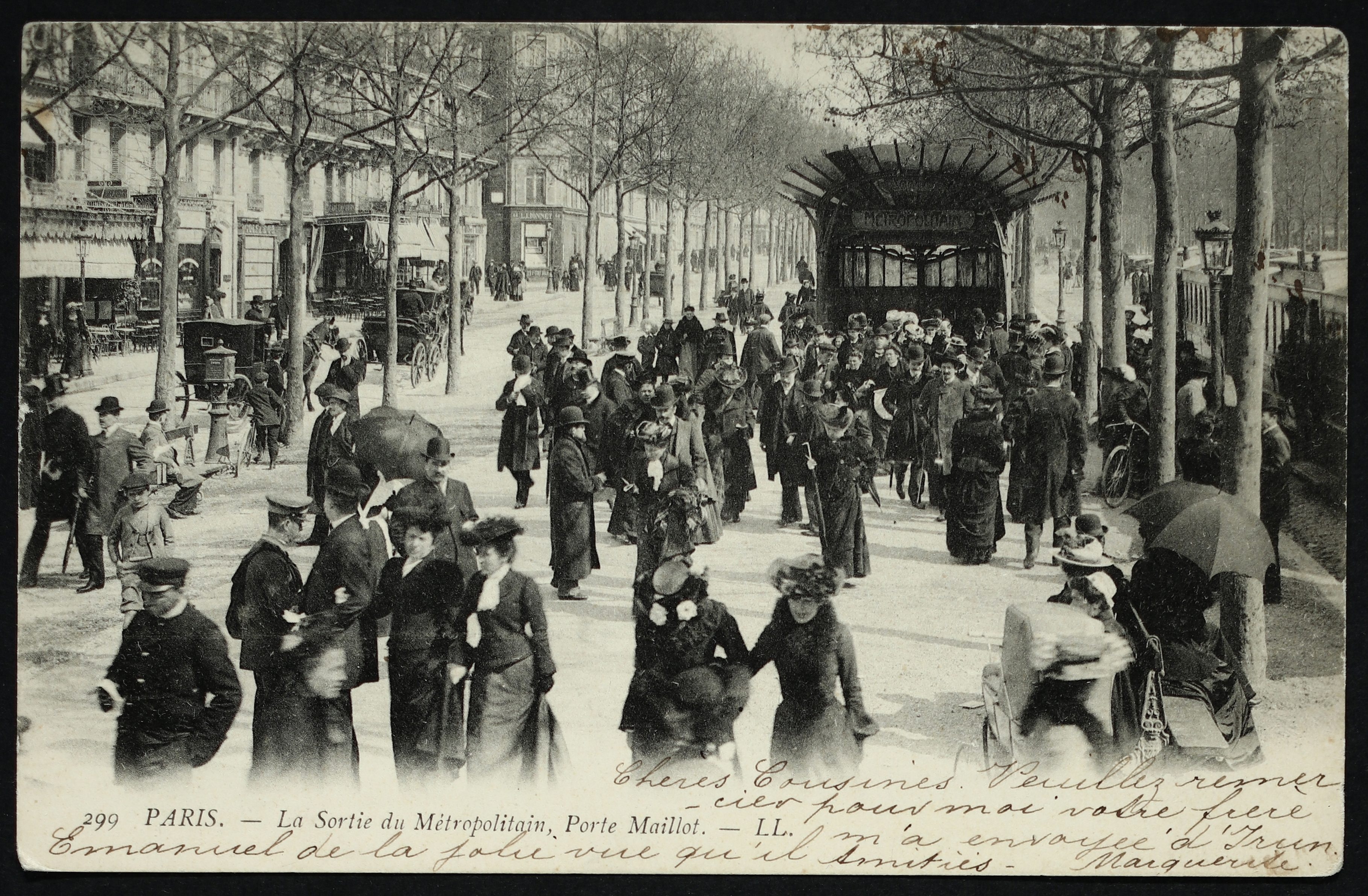
Carte postale - Sortie du métropolitain, porte Maillot, vers 1900.

La première station Porte Maillot a ouvert le 19 juillet 1900. Comme Porte de Vincennes ou Porte Dauphine, elle prenait la forme d'une voie en « raquette » comportant deux demi-stations situées une centaine de mètres plus à l'est que la station actuelle sous l'avenue de la Grande-Armée. La demi-station sud était consacrée au départ vers Vincennes et la demi-station nord dédiée au terminus depuis Vincennes. Le terminus en boucle permettait aux trains de repartir en sens inverse immédiatement sans changement de côté ou de conducteur (ces derniers assuraient alors un service sans interruption de Château de Vincennes à Château de Vincennes comme s'il s'agissait d'une seule ligne continue).

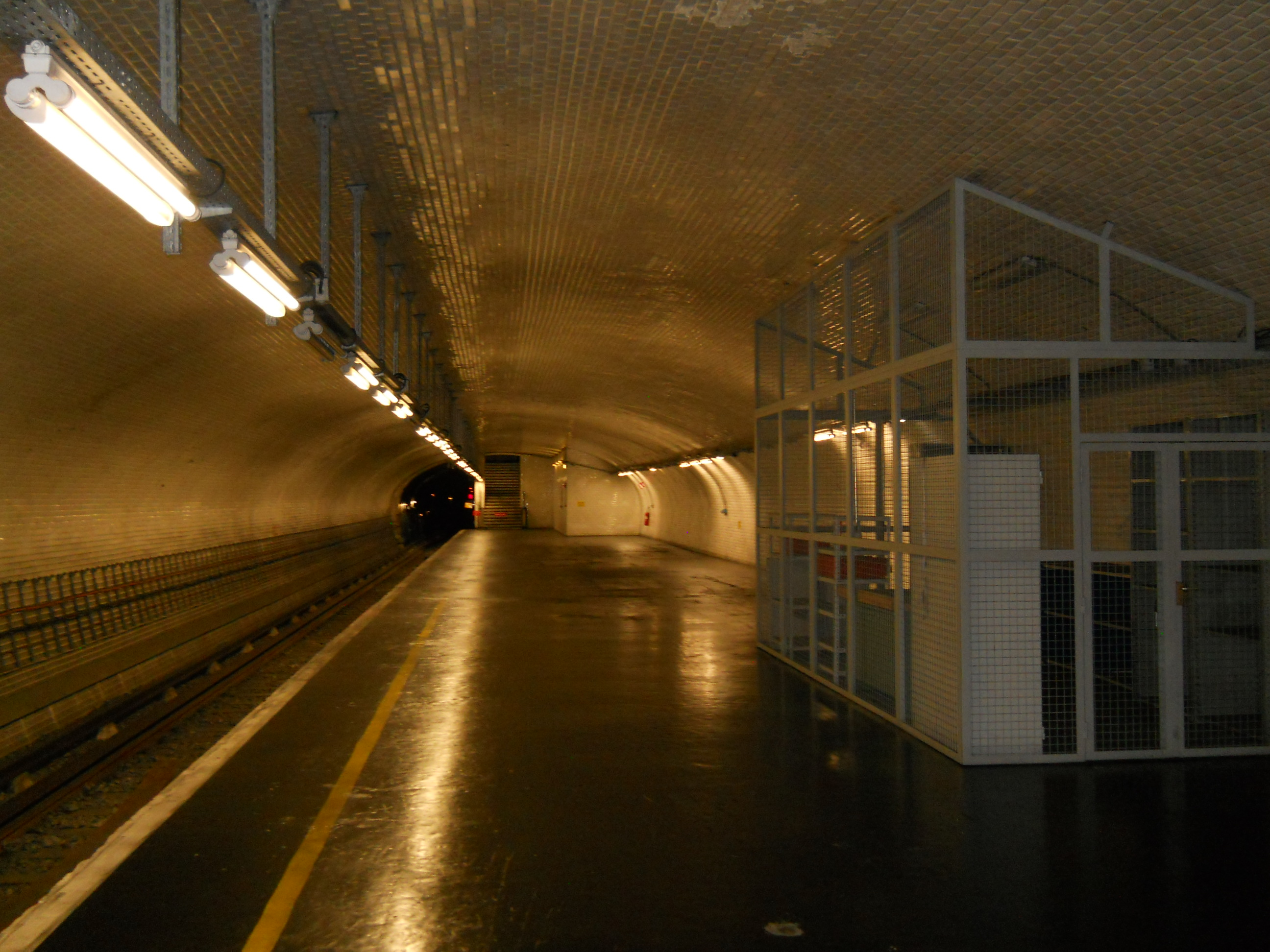
Demi-quai de l'ancienne station avant 1937. Ce quai sert aujourd'hui de plate-forme de chargement/déchargement.

En 1937, la station est déplacée à la faveur du prolongement de la ligne à Pont de Neuilly. Le terminus en boucle ne peut être modifié et réutilisé car il est à la même profondeur que la ligne de Petite Ceinture, juste à côté, et empêche donc tout prolongement. De nouvelles voies plongent donc en ligne droite juste après les accès à la boucle sous son tunnel qui est conservé, puis sous l'ancienne Petite Ceinture, où circulent les trains de la ligne C du RER d'Île-de-France, pour rejoindre la nouvelle station à une centaine de mètres. Celle-ci se compose de deux stations classiques parallèles à deux voies, soit quatre voies. Les voies extérieures sont consacrées à la desserte régulière de la station tandis que les voies centrales auparavant reliées à la ligne côté Paris et côté Neuilly servent de terminus.
En 1992, les embranchements côté Paris sont supprimés laissant place à deux butoirs sur les quais centraux et transforment ces voies en quais de garage permettant notamment le ménage des rames. Côté boucle, l'ancien quai nord (« quai arrivée ») retrouve ponctuellement du public car il est reconverti par la RATP en un salon de réception nommé « L'espace Maillot ». Dans le cadre du projet d'automatisation de la ligne 1, cet espace est transformé en 2007, comme le quai sud (« quai départ »), en nouvel atelier de maintenance sur fosse pour les MP 05, le nouveau matériel à conduite automatique de la ligne 1.
La station porte comme sous-titre Palais des Congrès, nom du centre d'affaires situé à proximité et construit à partir de 1970.

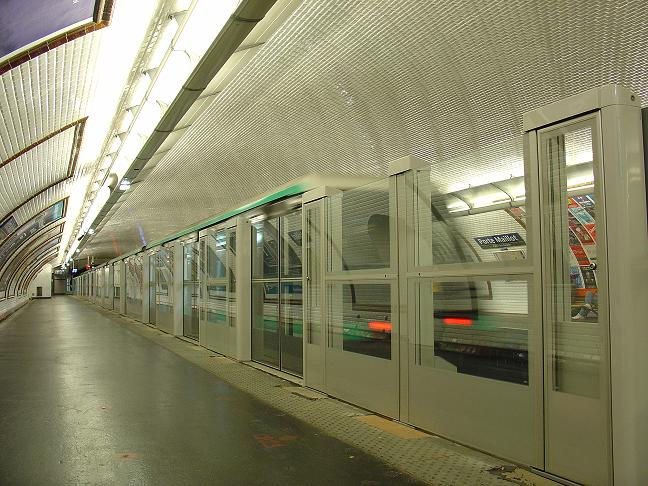
Portes palières sur le quai inutilisé, en direction de Château de Vincennes.

Dans le cadre de l'automatisation de la ligne 1, les quais de la station ont été rehaussés le week-end du 6 et 7 septembre 2008. La station Porte Maillot a été la première station de la ligne à accueillir, fin 2008, des portes palières sur le quai inutilisé en direction de Château de Vincennes.
En 2019, selon les estimations de la RATP, 8 226 552 voyageurs sont entrés dans cette station, ce qui la place à la 26e position des stations de métro pour sa fréquentation sur 302.
En 2021, la fréquentation remonte progressivement avec 4 138 301 voyageurs entrés dans cette station, ce qui la place à la 51e position des stations de métro pour sa fréquentation.

## Services aux voyageurs

### Accès

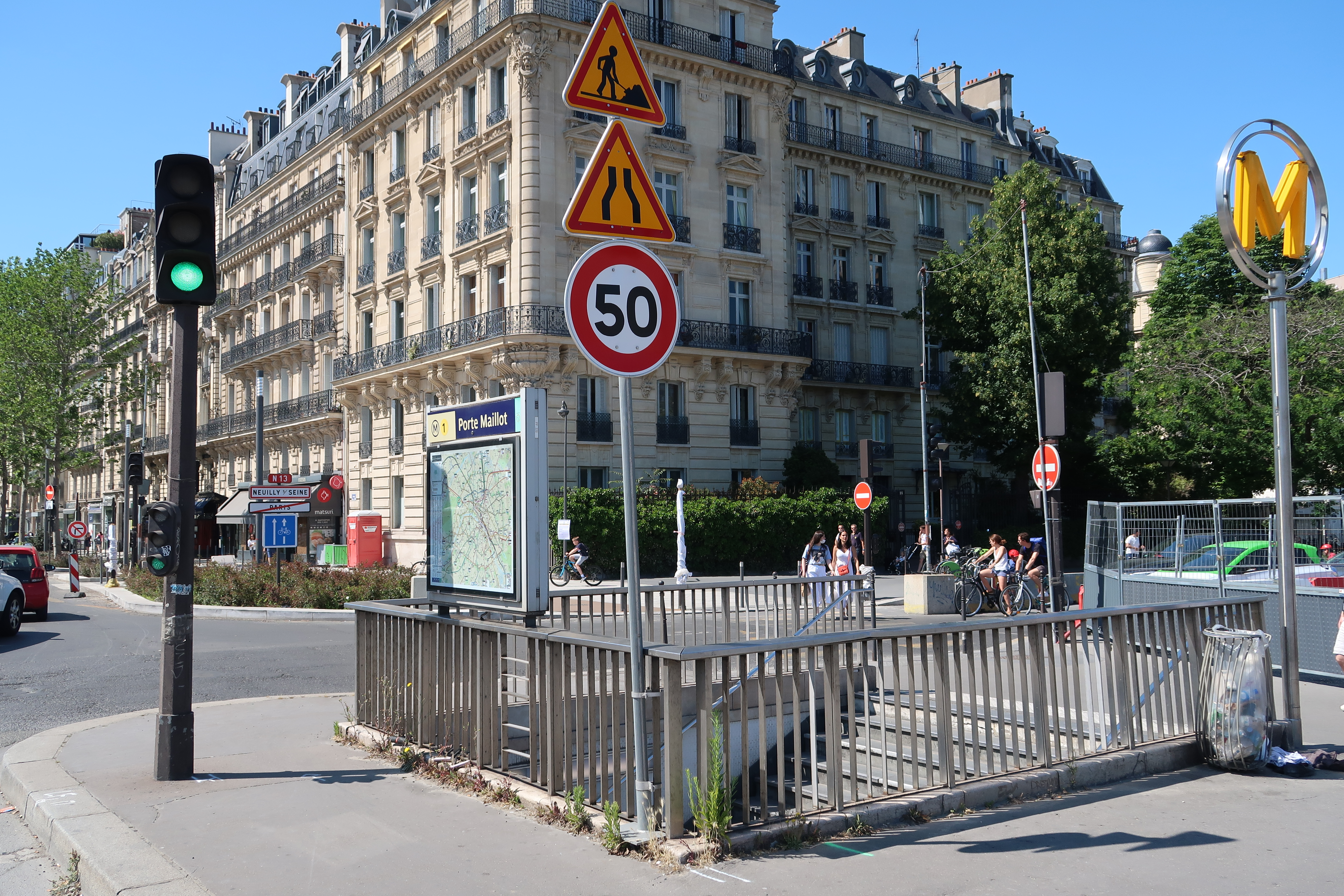
Un accès avec mât « M » jaune encerclé.

- Accès no 1 « Palais des congrès » 48° 52′ 43″ N, 2° 17′ 00″ E
- Accès no 2 « Boulevard Gouvion-Saint-Cyr » 48° 52′ 42″ N, 2° 17′ 04″ E
- Accès no 3 « Place de la Porte-Maillot terre-plein central » 48° 52′ 40″ N, 2° 16′ 59″ E
- Accès no 4 « Avenue de la Grande-Armée » 48° 52′ 38″ N, 2° 17′ 04″ E
- Accès no 5 « Avenue de Malakoff » 48° 52′ 37″ N, 2° 17′ 03″ E
- Accès no 6 « Avenue Charles-de-Gaulle » 48° 52′ 42″ N, 2° 16′ 48″ E
- Accès no 7 « Rue de Chartres » 48° 52′ 43″ N, 2° 16′ 49″ E

### Quais
La station actuelle est composée de deux stations parallèles, chacune de configuration standard avec deux quais séparés par les voies du métro sous une voûte elliptique. Les rames circulent sur les voies extérieures, les autres étant utilisées comme terminus ou garage. La décoration est du style utilisé pour la majorité des stations de métro : les bandeaux d'éclairage sont blancs et arrondis dans le style « Gaudin » du renouveau du métro des années 2000 (à l'exception de celui du quai méridional de la station nord), et les carreaux de céramique blancs biseautés recouvrent les piédroits, la voûte et les tympans. Les cadres publicitaires sont en céramique de couleur brune et le nom de la station est inscrit dans la police de caractères du métro, Parisine, sur des plaques émaillées. Les quais sont munis de sièges « Akiko » de couleur jaune, et équipés en intégralité de portes palières de même que le quai septentrional de la station sud (le quatrième, bordé d'une voie en impasse côté est, ne possède des modules de façades qu'aux extrémités, sur les espaces non couverts par les rames qui y stationnent).

### Intermodalité
Depuis 1988 et l'ouverture de la branche Nord du RER C, celui-ci dessert la gare de Neuilly - Porte Maillot ; cette gare est en correspondance, par de longs couloirs, avec la station de métro.
La station est desservie par les lignes de bus 43, 73, 82, PC, 244 et 274 (à distance, depuis l’arrêt Porte des Ternes) du réseau de bus RATP et par les lignes N11, N24, N151 et N153 du service de bus de nuit Noctilien. En outre, elle est à l'origine d'une liaison par cars vers l'aéroport de Beauvais-Tillé.
Depuis le 5 avril 2024, la station est en correspondance avec la ligne de tramway T3b,.
Depuis le 6 mai 2024, la station est  aussi en correspondance avec le RER E.
Elle est la seule station située à l'une des portes de Paris dont la desserte est assurée par deux lignes de RER distinctes.

## À proximité
- Le palais des congrès se trouve au-dessus de la station. On peut y accéder directement à partir des couloirs de correspondance entre le métro et le RER.
- La dalle de couverture de la ligne de RER entre les gares de Neuilly - Porte Maillot et de Pereire - Levallois a été aménagée en promenade pour piétons.
- L'extrémité nord-est du bois de Boulogne jouxte la station ; il comprend notamment le Jardin d'acclimatation et la Fondation d'entreprise Louis Vuitton.

## Galerie de photographies

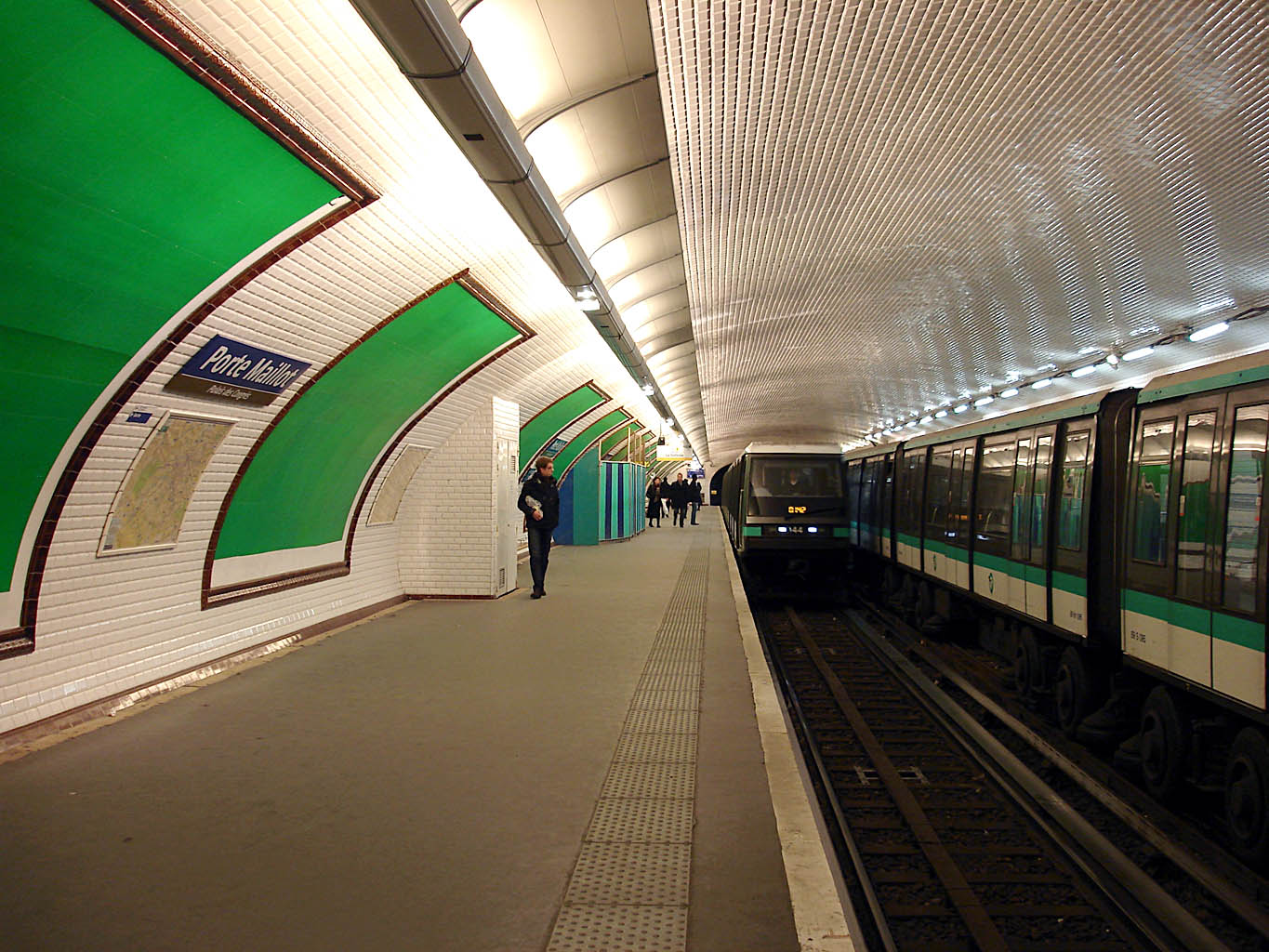
La demi-station nord, avant l'automatisation, avec une rame se dirigeant vers La Défense.
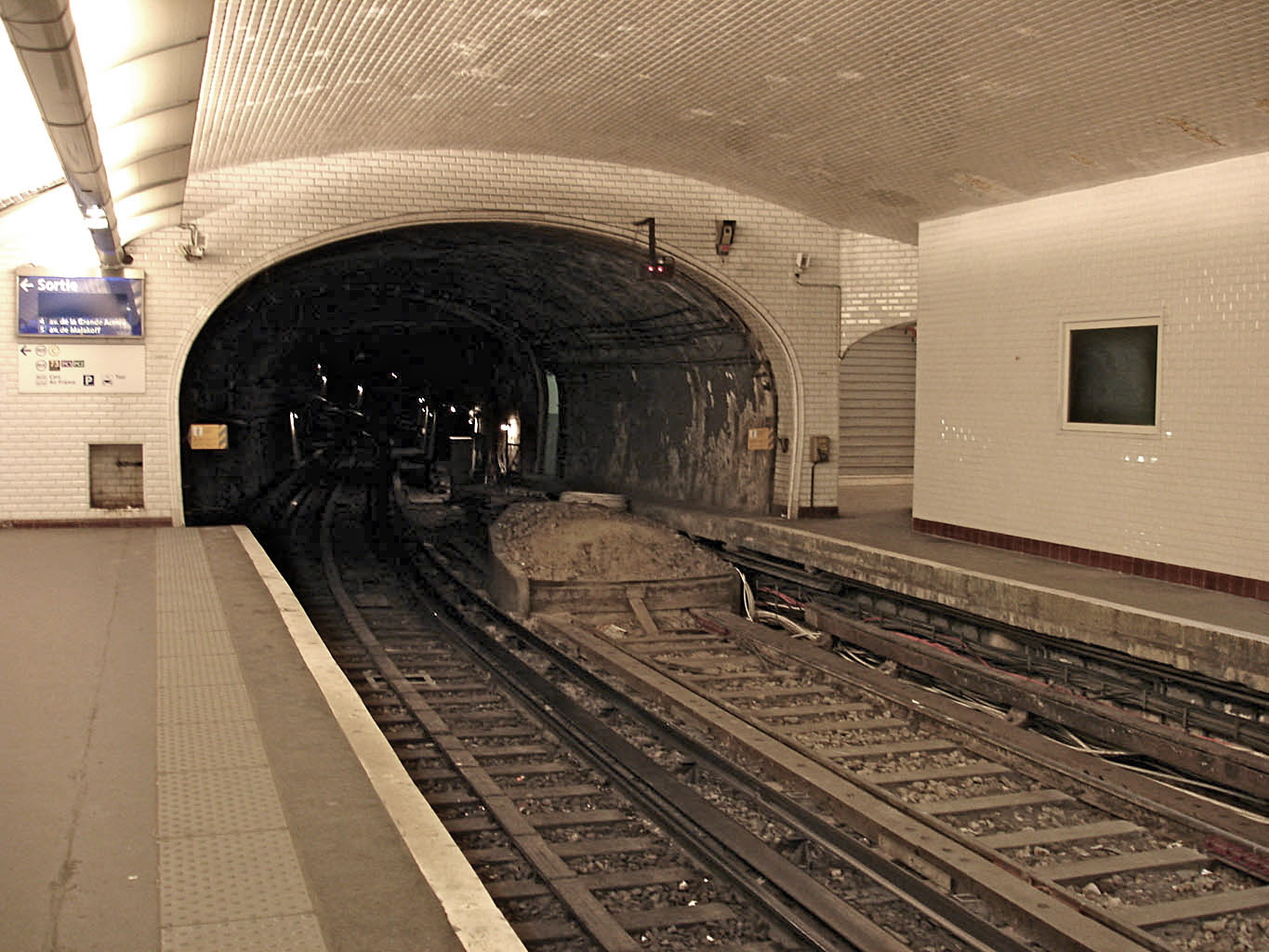
Demi-station nord, butoir de la voie de garage.
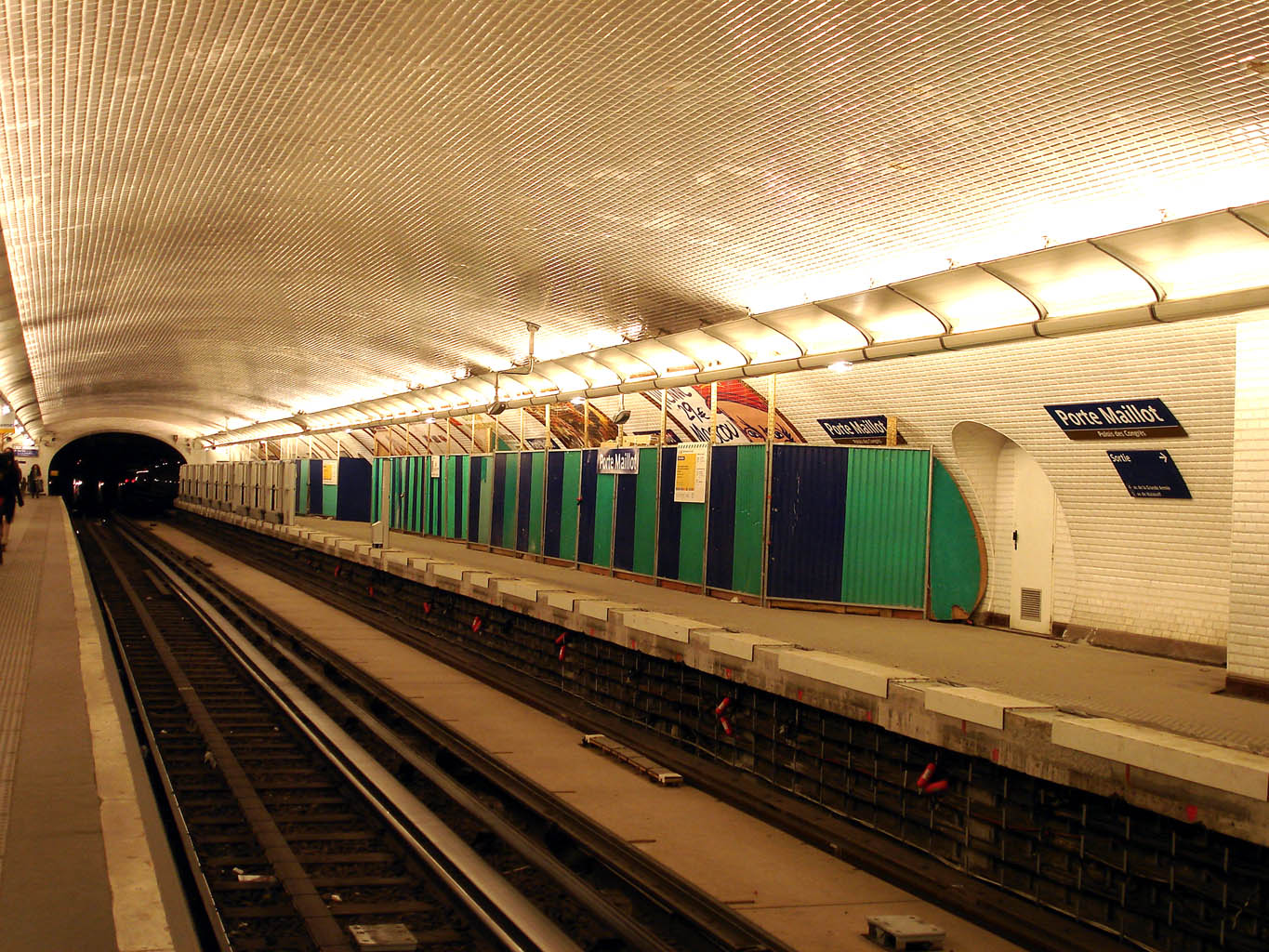
Demi-station sud, façades de quai en cours de pose.
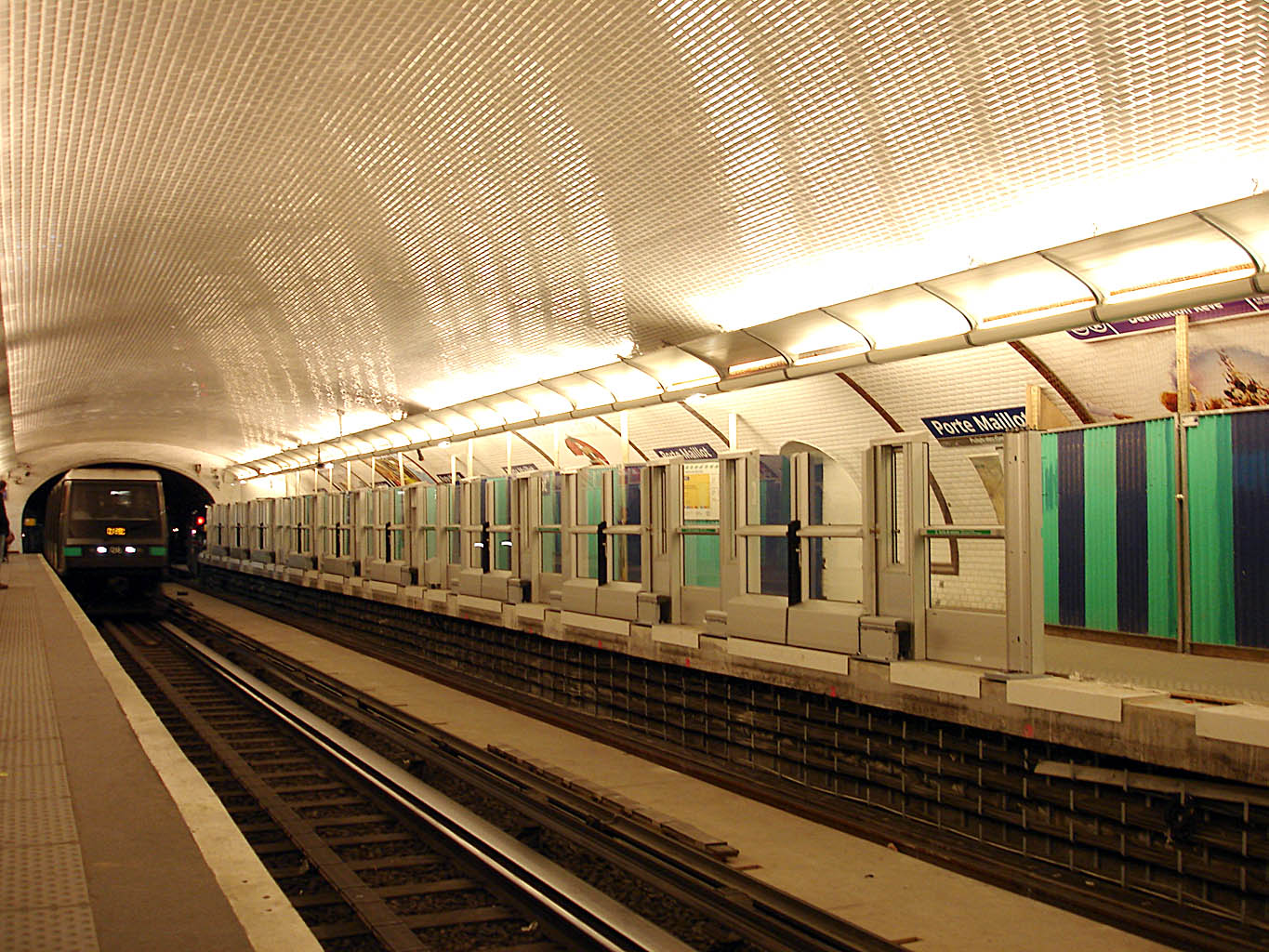
Demi-station sud, façades de quai en cours de pose.
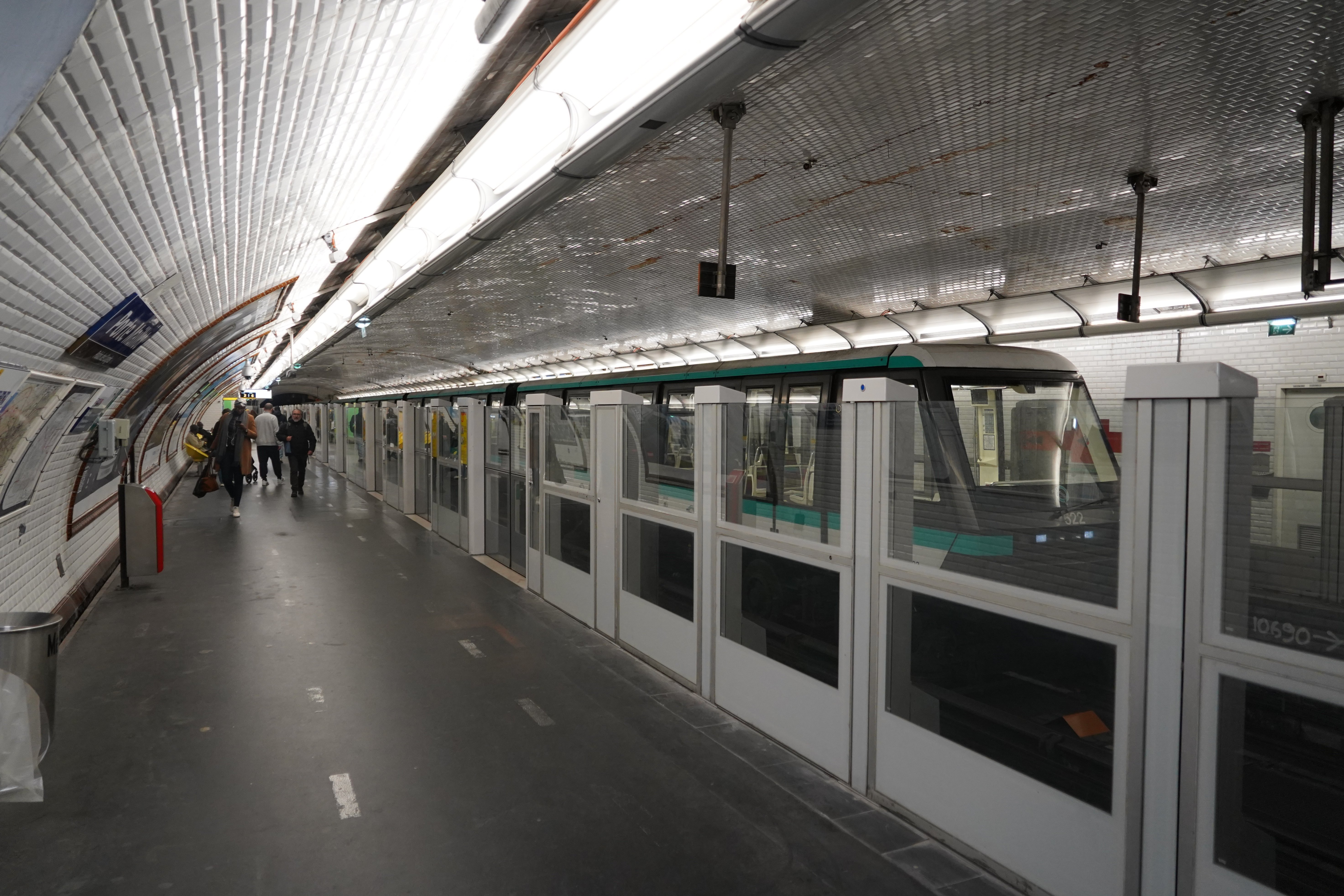
La station en service avec les portes palières.